# Forno Canavese
Forno Canavese – miejscowość i gmina we Włoszech, w regionie Piemont, w prowincji Turyn.
Według danych na rok 2004 gminę zamieszkiwało 3716 osób, 232,2 os./km².